# Вільвершайд
Вільвершайд (нім. Willwerscheid) — громада в Німеччині, розташована в землі Рейнланд-Пфальц. Входить до складу району Бернкастель-Віттліх. Складова частина об'єднання громад Трабен-Трарбах.
Площа — 2,46 км2. Населення становить 55 ос. (станом на 31 грудня 2020).